# Stanley Francis Rother
Stanley Francis Rother (ur. 27 marca 1935 w Okarche, zm. 28 lipca 1981 w Gwatemali) – amerykański kapłan, męczennik,
błogosławiony Kościoła katolickiego.

## Biografia
Stanley Francis Rother urodził się  27 marca 1935 roku. 25 maja 1963 został wyświęcony na kapłana i rozpoczął pracę duszpasterską w USA, a w 1968 został wysłany na misję do Gwatemali, gdzie przyczynił się budowy szpitala. Został zamordowany 28 lipca 1981 przez Szwadrony śmierci. W 2015 o jego życiu i śmierci ukazała się książka The Shepherd Who Didn't Run: Father Stanley Rother, Martyr from Oklahoma z autorstwa Marii Ruiz Scaperlandii.
1 grudnia 2016 papież Franciszek ogłosił dekret o uznaniu cudu. 23 września 2017 podczas mszy odprawionej  przez kard. Angelo Amato w Oklahoma City został ogłoszony błogosławionym Kościoła katolickiego.
Jego wspomnienie liturgiczne obchodzone jest 28 lipca (dies natalis).